# ويلبي فان هورن
ويلبي فان هورن (بالإنجليزية: Welby Van Horn)‏ مواليد 8 سبتمبر 1920 في لوس أنجلوس - الوفاة 17 سبتمبر 2014 في ويست بالم بيتش، كان لاعب كرة مضرب أمريكي بدأ مسيرته كمحترف سنة 1942 وكان يلعب باليد اليمنى، اعتزل اللعب في 1951. أعلى تصنيف له في الفردي كان المركز الـ 5 في سنة 1946.